# Чернецкое (озеро)
Чернецкое — озеро и гидрологический памятник природы местного значения. Находится в Лиманском районе Донецкой области между селами Диброва и Пискуновка. Статус памятника природы присвоен решениями облисполкома № 622 от 25 декабря 1975 года и № 7 от 9 января 1991 года. Площадь — 12,24 га. Это лесное озеро образовалось как старица реки Северский Донец.
Озеро Чернецкое входит в состав Национального природного парка «Святые горы».